# Sierra Boggess
Sierra Marjory Boggess (ur. 20 maja 1982 w Denver) – amerykańska sopranistka i aktorka teatralna. Była pierwszą wykonawczynią roli Ariel w musicalu Mała Syrenka na Broadwayu oraz Christine Daaé w musicalu Andrew Lloyd Webbera Love Never Dies (będącego kontynuacją Upiora w operze) na West Endzie. Znana również z występów w roli Christine Daaé w musicalu Upiór w operze i Fantine w Les Misérables.

## Życiorys

### Początki
Urodziła się i wychowała w Denver w stanie Kolorado w rodzinie Kellun (z domu Turner) i Michaela Boggess. Ma dwie siostry, młodszą Allegrę, która jest pianistką i starszą Summer, wiolonczelistkę występującą w orkiestrach na Broadwayu.
W dzieciństwie Boggess występowała w lokalnym chórze dziecięcym w Colorado oraz była flecistką w Colorado Youth Symphony Orchestra. Ponadto trenowała łyżwiarstwo figurowe w klubie Denver FSC. W 2004 roku ukończyła studia w Millikin University (BFA) w Decatur, Illinois.

### Kariera
Po ukończeniu studiów, Boggess rozpoczęła swoją karierę teatralną w obsadzie US Tour Les Misérables, gdzie była dublerką Cossette do lipca 2006 roku. W listopadzie 2004 roku grała role Binky w sztuce Princesses w Chester, a rok później na deskach 5th Avenue Theatre w Seattle.
24 czerwca 2006 roku zadebiutowała w roli Christine Daaé w musicalu Andrew Lloyd Webbera Upiór w operze wystawianym w The Venetian w Las Vegas. Przedstawienie nosiło nazwę Phantom – The Las Vegas Spectacular. Występowała tam przez rok jako główna Christine obok Anthony'ego Crivello i Brenta Barretta w roli Upiora.
W 2007 roku została wybrana do pierwszej obsady musicalu Mała Syrenka do tytułowej roli Syrenki Ariel. Od 26 lipca do 9 września odgrywała tę rolę w przedpremierowych pokazach w Denver Center for the Performing Arts' Ellie Caulkins Opera House w Denver. 3 listopada 2007 roku zadebiutowała w tej roli na deskach Lunt-Fontanne Theatre, co jednocześnie było jej debiutem na Broadwayu. Oficjalna premiera musicalu miała miejsce 10 stycznia 2008 roku, zaś Boggess grała tytułową rolę przez półtora roku – do 31 maja 2009 roku, gdy zastąpiła ją dotychczasowa dublerka Chelsea Morgan Stock. Występy w Małej Syrence Sierra równolegle łączyła z odgrywaniem roli Sieglinde Lessing w nowojorskim przedstawieniu Music in the Air.
W 2010 roku Sierra została zaproszona przez Andrew Lloyda Webbera do Sydmonton na pierwsze próby sequela słynnego musicalu Upiór w operze w którym występowała kilka lat wcześniej w roli Christine. 22 lutego 2010 roku Boggess została pierwszą odtwórczynią roli Christine Daaé w Love Never Dies co było jednocześnie jej debiutem na londyńskim West Endzie. Występowała w tej roli do 27 sierpnia 2011 roku, zaś w roli Upiora partnerował jej Ramin Karimloo. Ich kreacje w tych rolach docenił sam Lloyd Webber zapraszając ich do odgrywania ról Upiora i Chirstine w jubileuszowych przedstawieniach Upiora w Operze z okazji 25-lecia londyńskiej premiery musicalu w październiku 2010 roku w Royal Albert Hall. Galowe występy zostały wydane na DVD jako adaptacja musicalu pt. Upiór w operze w Royal Albert Hall.

## Role teatralne
Źródło:
| Rok       | Przedstawienie                     | Rola                  | Teatr                                 | Miejsce      |
| --------- | ---------------------------------- | --------------------- | ------------------------------------- | ------------ |
| 2004      | Princesses                         | Binky, Ram Dass       | Norma Terris Theatre                  | Chester      |
| 2005      | Princesses                         | Binky, Ram Dass       | 5th Avenue Theatre                    | Seattle      |
| 2005–2006 | Les Misérables                     | Cosette               | —                                     | US Tour      |
| 2006–2007 | Upiór w operze                     | Christine Daaé        | The Venetian                          | Las Vegas    |
| 2007      | Mała Syrenka                       | Ariel                 | Denver Center for the Performing Arts | Denver       |
| 2007–2009 | Mała Syrenka                       | Ariel                 | Lunt-Fontanne Theatre                 | Broadway     |
| 2009      | Music in the Air                   | Sieglinde Lessing     | Encores!                              | Nowy Jork    |
| 2010–11   | Love Never Dies                    | Christine Daaé        | Adelphi Theatre                       | West End     |
| 2011      | Upiór w operze w Royal Albert Hall | Christine Daaé        | Royal Albert Hall                     | Londyn       |
| 2011      | Master Class                       | Sharon Graham         | Samuel J. Friedman Theatre            | Broadway     |
| 2012–2013 | Les Misérables                     | Fantine               | Sondheim Theatre                      | West End     |
| 2012      | Love, Loss, and What I Wore        | Kilka ról             | Westside Theatre                      | Off-Broadway |
| 2013–2014 | Upiór w operze                     | Christine Daaé        | Majestic Theatre                      | Broadway     |
| 2015      | It Shoulda Been You                | Rebecca Steinberg     | Brooks Atkinson Theatre               | Broadway     |
| 2015–2016 | School of Rock                     | Rosalie Mullins       | Winter Garden Theatre                 | Broadway     |
| 2016      | The Secret Garden                  | Lily Craven           | Lincoln Center                        | Broadway     |
| 2018      | The Age of Innocence               | Hrabina Ellen Olenska | Hartford Stage                        | Connecticut  |
| 2019      | Into the Woods                     | Kopciuszek            | Hollywood Bowl                        | Los Angeles  |
| 2019      | Ever After                         | Danielle de Barbarac  | Alliance Theatre                      | Atlanta      |

## Nagrody i nominacje
| Rok  | Nagroda                                     | Kategoria                                                | Nominacja za        | Wynik     |
| ---- | ------------------------------------------- | -------------------------------------------------------- | ------------------- | --------- |
| 2008 | Drama Desk Award                            | Najlepsza aktorka w musicalu                             | Mała Syrenka        | Nominacja |
| 2008 | Drama League Award                          | Znakomity występ                                         | Mała Syrenka        | Nominacja |
| 2008 | Broadway.com Audience Award                 | Ulubiona aktorka pierwszoplanowa w musicalu na Broadwayu | Mała Syrenka        | Nominacja |
| 2008 | Broadway.com Audience Award                 | Ulubiony przełomowy występ kobiecy                       | Mała Syrenka        | Wygrana   |
| 2010 | BroadwayWorld UK Award                      | Najlepsza aktorka pierwszoplanowa w musicalu             | Love Never Dies     | Nominacja |
| 2011 | WhatsOnStage.com Theatregoers' Choice Award | Najlepsza aktorka w musicalu                             | Love Never Dies     | Nominacja |
| 2011 | Laurence Olivier Award                      | Najlepsza aktorka w musicalu                             | Love Never Dies     | Nominacja |
| 2013 | Broadway.com Audience Award                 | Ulubione zastępstwo                                      | Upiór w operze      | Wygrana   |
| 2015 | Broadway.com Audience Award                 | Ulubiona aktorka                                         | It Shoulda Been You | Wygrana   |
| 2016 | Broadway.com Audience Award                 | Ulubiona aktorka                                         | School of Rock      | Nominacja |
| 2016 | Broadway.com Audience Award                 | Ulubiona para sceniczna (z Alexem Brightmanem)           | School of Rock      | Nominacja |